# Nazionale maschile di hockey su ghiaccio della Serbia e Montenegro
La nazionale di hockey su ghiaccio maschile della Serbia e Montenegro è stata la selezione che ha rappresentato la Serbia e Montenegro nelle competizioni internazionali di questo hockey su ghiaccio.
Nel corso della sua storia ha partecipato per 11 volte al Campionato mondiale di hockey su ghiaccio (consecutivamente dal 1995 al 1998 e dal 2000 al 2006),  raggiungendo come miglior piazzamento il 28º posto nell'edizione 1995.